# コニフェリルアルデヒド
コニフェリルアルデヒド(Coniferyl aldehyde)は、コルクからワインに染み出やすい低分子量のフェノール化合物である。

## 代謝
コニフェリルアルコールデヒドロゲナーゼは、コニフェリルアルコールとNADP+を用いて、コニフェリルアルデヒド、NADPH、H+を生成する。
コニフェリルアルデヒドデヒドロゲナーゼは、コニフェリルアルデヒド、水、NAD+、NADP+を用いて、フェルラ酸、NADH、NADPH、H+を生成する。
ジヒドロフラボノール-4-レダクターゼは、シナピルアルデヒド又はコニフェリルアルデヒド又はクマリルアルデヒドとNADPHを用いて、それぞれシナピルアルコール又はコニフェリルアルコール又はクマリルアルコールとNADP+を生成する。